# Puertasaurus
Puertasaurus reuili
Genre
Espèce
Puertasaurus est un genre fossile de grands dinosaures sauropodes ayant vécu durant la fin du Crétacé supérieur dans ce qui est actuellement l'Amérique du Sud. Une seule espèce est connue, Puertasaurus reuili, décrite en 2005 à partir d'un seul spécimen récupéré dans des roches sédimentaires de la formation de Cerro Fortaleza, situé dans le sud-ouest de la Patagonie, en Argentine, et qui date probablement du Campanien ou du Maastrichtien. Le taxon est nommé en l'honneur de Pablo Puerta et Santiago Reuil, qui ont découvert et préparé le spécimen holotype. Ce dernier se compose de quatre vertèbres bien conservées, incluant une cervicale, une dorsale et deux caudales. Puertasaurus est un membre des Titanosauria, le groupe dominant de sauropodes au cours du Crétacé.
Puertasaurus était un animal très imposant, mais sa taille est difficile à estimer en raison de la rareté de ses restes fossiles, les estimations actuelles le situant généralement vers environ 30 m de long pour un poids de 50 tonnes. Le plus grand des quatre os conservés est la vertèbre dorsale, qui à elle seule mesure 1,68 m de large, étant la vertèbre la plus large connue de tous les sauropodes identifiés à ce jour. La formation de Cerro Fortaleza est d'âge incertaine, en raison de l'incohérence de la nomenclature stratigraphique en Patagonie. Durant l'époque où à vécu Puertasaurus, cette formation aurait été un paysage humide et boisé, auquel ce dernier aurait partagé son habitat avec d'autres dinosaures, dont un autre grand sauropode, Dreadnoughtus, en plus d'autres reptiles et poissons.

## Découverte et dénomination
L'holotype, ainsi que le seul spécimen connu de Puertasaurus reuili, a été découvert dans la province de Santa Cruz, dans le sud de la Patagonie, en Argentine. Les restes ont été récupérés à Cerro Los Hornos (en), près de la rivière La Leona (en), et ont été signalés dans la formation de Cerro Fortaleza (qui à l'époque était désigné sous le nom de formation de Pari Aike). L'holotype a été découvert dans une lentille de grès gris qui a également conservé les restes carbonisés de cycas et de conifères. Après cette trouvaille, le spécimen fut catalogué MPM 10002. Il se compose de quatre vertèbres désarticulées, en particulier une vertèbre cervicale, une dorsale et deux vertèbres caudales, représentant environ 3% du squelette. De tout le matériel exhumé, seule la vertèbre dorsale s'avère être complète. La plupart des vertèbres cervicales ont été préservées, mais seuls les centra des vertèbres caudales sont connus. Puertasaurus reuilli a été décrit en 2005 par les paléontologues Fernando Novas, Leonardo Salgado, Jorge Orlando Calvo (d) et Federico Lisandro Agnolín (d), et nommé d'après les chasseurs de fossiles Pablo F. Puerta (d) et Santiago Reuil (d), qui ont découvert l'holotype en janvier 2001 et l'ont préparé par la suite. Sa découverte a été annoncée en juillet 2006, au Musée argentin des sciences naturelles de Buenos Aires. Puertasaurus fut le premier grand titanosaure découvert avec les vertèbres cervicales préservées.

## Description

### Taille

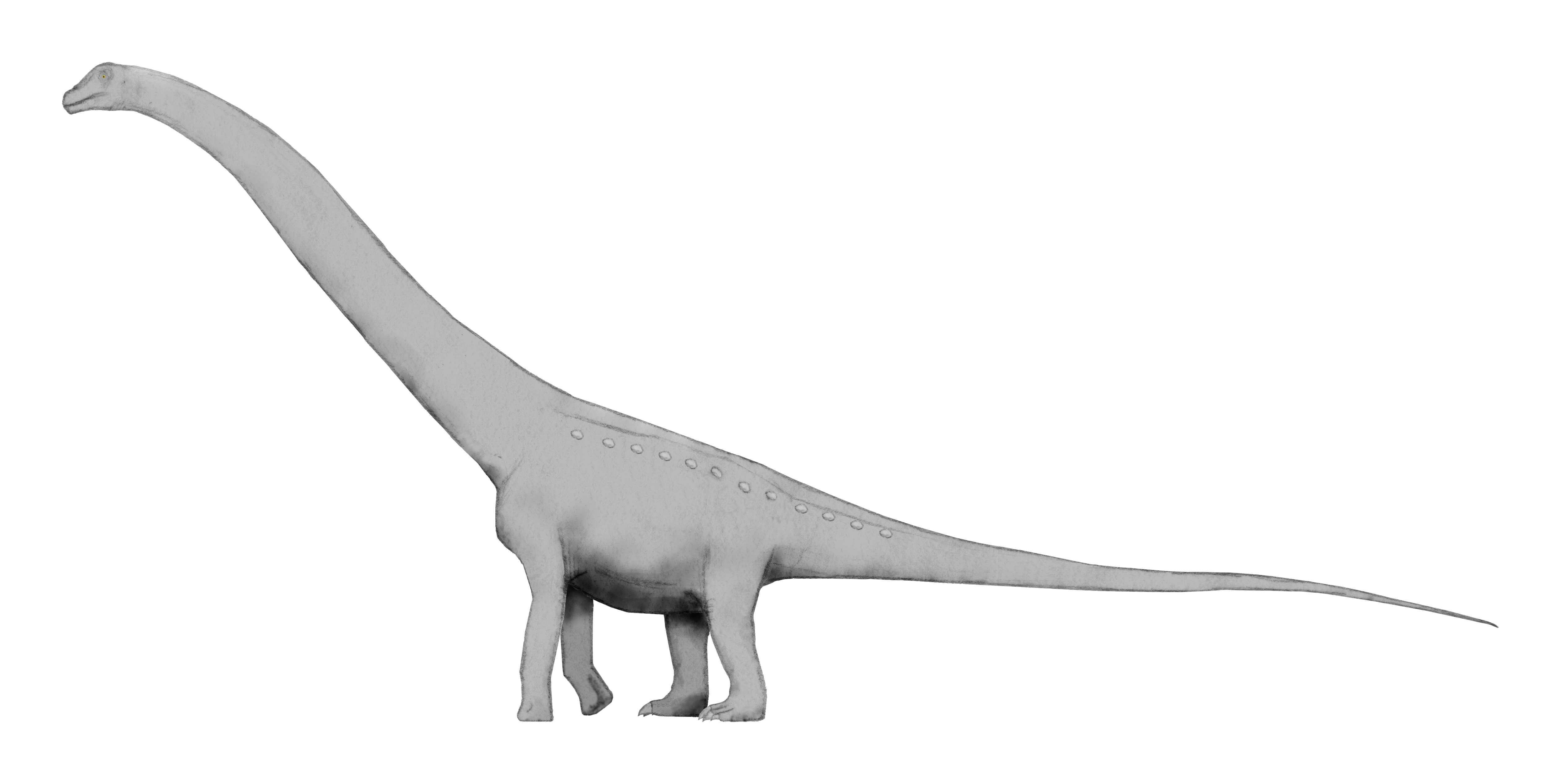
Reconstitution de Puertasaurus basée d'après les taxons apparentés.

En raison du manque matériel fossile plus complet, la taille de Puertasaurus est très difficile à estimer. Novas a estimé que la nouvelle espèce mesurerait environ 35 à 40 m de long et peserait entre 80 et 100 tonnes. Cela le placerait comme l'un des plus grands dinosaures connus, n'ayant d'égal que son proche parent Argentinosaurus, qui a été estimé comme mesurant jusqu'à 39,7 m de long pour un poids de 90 tonnes,. La découverte du plus complet Futalognkosaurus révèle que ces estimations précédentes étaient probablement trop élevées et suggère que des grands représentants tels que Puertasaurus et Argentinosaurus mesuraient probablement moins de 33 m de long. En 2012, Thomas Holtz estime que Puertasaurus devrait mesurer potentiellement 30 m de long pour un poids situé entre 72,5 à 80 tonnes,. En 2013, le cou entier a été estimé à environ 9 m de long par les paléontologues Michael P. Taylor et Mathew J. Wedel. Plus tard la même année, Scott Hartman effectue une reconstitution qui suggère une longueur totale de 27 m, légèrement plus courte que d'autres estimations. En 2016, Gregory S. Paul estime une longueur de 30 m et un poids d'au moins 50 tonnes. En 2017, le paléontologue José Carballido et ses collègues estiment son poids à environ 60 tonnes, ce qui est plus léger que Patagotitan, un sauropode ayant des fossiles plus complets. En 2019, Paul estime que le poids de Puertasaurus aurait été dans la gamme de taille de Patagotitan, entre 45 et 55 tonnes.

### Vertèbres

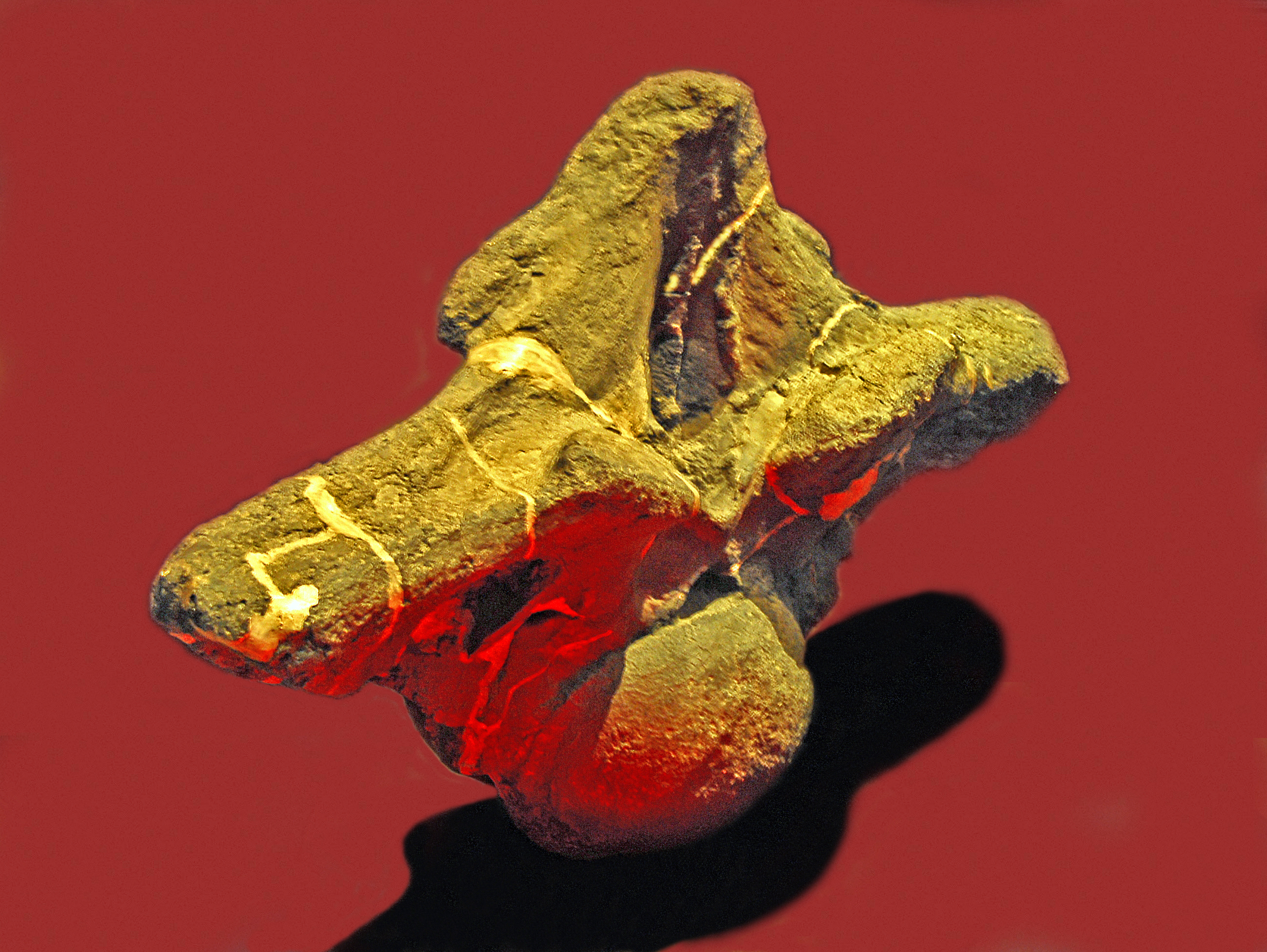
Vertèbre dorsale de P. reuili.

Des quatre vertèbres conservées dans le spécimen holotype, la plus grande est une vertèbre dorsale (considérée comme la deuxième vertèbre dorsale), mesurant 1,06 m de haut et 1,68 m de large. Il s'agit de la plus large vertèbre de sauropode connue, et les deux tiers de sa largeur sont constitués d'énormes processus transversaux (des structures faisant saillie du côté de la vertèbre), qui sont fortement élargis et ont des bases très profondes, formant des structures en forme d'ailes lorsqu'il est vue de face. Chez d'autres titanosaures, comme Dreadnoughtus, ils sont beaucoup moins larges et profonds. Chez Puertasaurus, ces processus sont perpendiculaires au plan axial. Cependant, d'avant en arrière, la vertèbre est plutôt courte, plus courte que la moyenne chez les titanosaures. Le centrum est particulièrement opisthocèle (c'est-à-dire un avant convexe et un arrière concave). Les lames de l'arc neural sont robustes, bien que réduites. L'articulation hyposphène-hypantrum (en) (deux structures sur deux vertèbres qui s'emboîtent et forment une articulation supplémentaire) n'est pas présente, comme les autres titanosaures. Les fosses pré-spinales et post-spinales (des structures présentes sur la moitié supérieure de la vertèbre) sont particulièrement profondes, larges et robustes. L'épine neurale est orientée verticalement (perpendiculaire au centrum) mais de haut en bas, bien qu'elle soit extrêmement élargie transversalement (d'un côté à l'autre). Cette orientation est différente de celle des titanosaures plus dérivés, mais est plutôt similaire à ceux des représentants basaux comme Argentinosaurus et d'autres sauropodes, comme Euhelopus.
La vertèbre cervicale est également particulièrement grande, avec une largeur transversale de 1,4 m (incluant les côtes cervicales). Les chercheurs pensent qu'il s'agit de la neuvième vertèbre du cou. Les côtes cervicales sont fusionnées au centrum, et ce dernier est particulièrement comprimé de haut en bas. Les fosses pré-spinales et post-spinales de l'épine neurale sont larges et profondes. Ceci, avec l'extrémité distale avant élargie de la vertèbre, fournit la preuve de puissants ligaments et muscles du cou. Ces caractéristiques sont également connues chez d'autres titanosaures mais sont extrêmement importantes chez Puertasaurus. L'épine neurale est particulièrement haute et élargie latéralement, au point où elle dépasserait la longueur du centrum. Cela lui donnerait l'une des épines neurales proportionnellement les plus grandes de tous les titanosaures. L'apex de l'épine neurale est positionné sur la face postérieure de la ligne médiane vertébrale. Les lames spinoprézygapophysaires (les projections en forme de pointe situés devant l'épine neurale) sont séparées les unes des autres et ne touchent que le milieu de l'épine neurale. Les articulations zygapophysaires, qui relient deux vertèbres adjacentes, sont situées sur la partie inférieure de l'arc neural. Les diapophyses et les parapophyses (les processus situés sur le côté de la vertèbre) sont fortement projetées latéralement. La vertèbre cervicale est dépourvue de pleurocèles (de grosses cavités) et n'est pas très pneumatique. La longueur du centrum restauré est estimée à 1,05 m de long sur la base d'autres titanosaures.
Deux vertèbres caudales du milieu de la queue ont également été conservées. Ils sont de forme standard pour les titanosaures et sont procèles (ayant un avant concave et un arrière convexe). Peu de chose d'autre à leur sujet peut-être décrits puisqu'ils n'ont jamais été analysés en détails.

## Classification

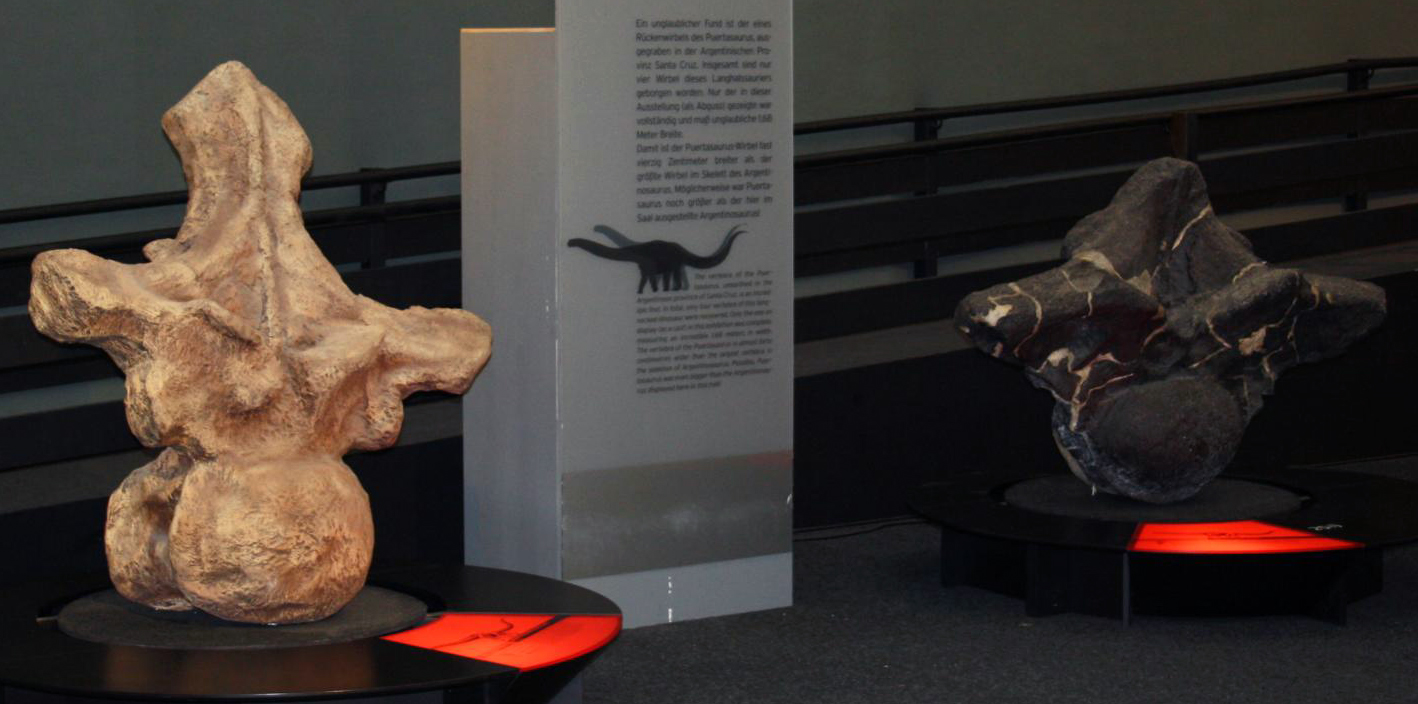
Vertèbre dorsale de Puertasaurus (à droite) comparée à une vertèbre d'Argentinosaurus, temporairement exposée au musée Koenig, en Allemagne.

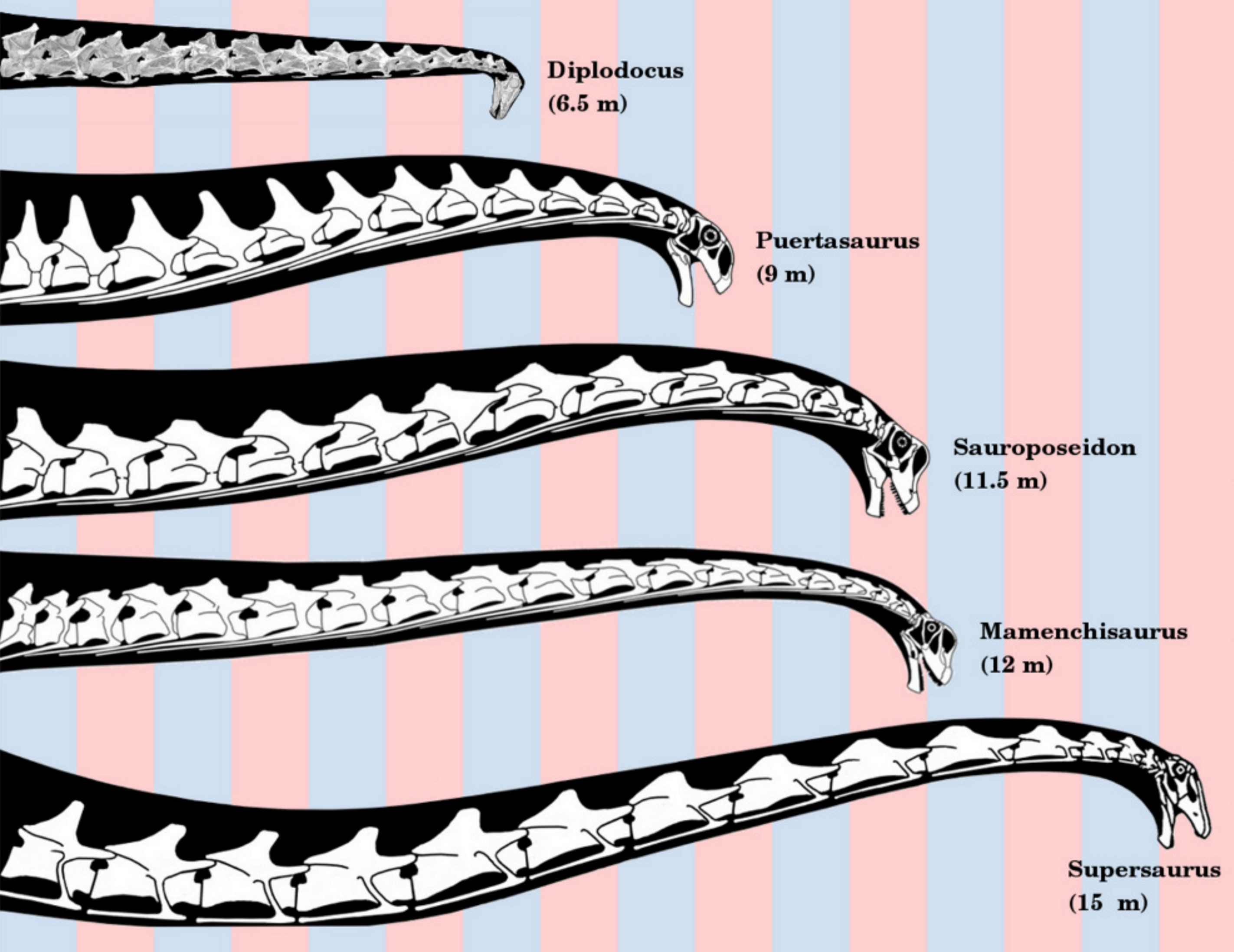
Reconstruction du cou de Puertasaurus et d'autres sauropodes.

Puertasaurus se différencie des autres sauropodes par une combinaison unique de caractéristiques. Ces mêmes caractéristiques consistent en des épines neurales fortement développées sur les vertèbres cervicales, ce qui fait que les épines neurales sont plus larges que le corps vertébral, de fortes crêtes dorsolatérales (hautes sur le côté) sur ces épines neurales, des lamelles spinoprézygapophysaires robustes (projections situés devant l'épine neurale) sur les vertèbres cervicales postérieures, les vertèbres dorsales antérieures très courtes d'avant en arrière et la taille imposante de l'animal.
Puertasaurus appartient au clade des Titanosauria, l'un des groupes les plus diversifiés de sauropodes. Il fait partie du sous-groupe des Lognkosauria, qui comprend plusieurs autres grands titanosaures, dont Futalognkosaurus, Patagotitan, Argentinosaurus, Notocolossus, Mendozasaurus et Quetecsaurus. Beaucoup de ces animaux, tels qu'Argentinosaurus et Patagotitan, étaient particulièrement massifs. Puertasaurus est généralement récupéré en tant que lognkosaurien stable (un membre ferme du groupe), bien qu'en 2017, Carballido l'ait trouvé (avec Quetecsaurus) comme étant le membre le moins stable du groupe,,.
Le cladogramme suivant montre la position de Puertasaurus au sein des Lognkosauria selon Gonzalez Riga et al., 2018 :
|  | Argentinosaurus                                                                             |
|  |                                                                                             |
|  | \| \| Notocolossus \| \| \| \| \| \| Patagotitan \| \| \| \| \| \| Puertasaurus \| \| \| \| |
|  |                                                                                             |
|  | Notocolossus                                                                                |
|  |                                                                                             |
|  | Patagotitan                                                                                 |
|  |                                                                                             |
|  | Puertasaurus                                                                                |
|  |                                                                                             |

|  | Notocolossus |
|  |              |
|  | Patagotitan  |
|  |              |
|  | Puertasaurus |
|  |              |

|  | Argentinosaurus                                                                             |
|  |                                                                                             |
|  | \| \| Notocolossus \| \| \| \| \| \| Patagotitan \| \| \| \| \| \| Puertasaurus \| \| \| \| |
|  |                                                                                             |
|  | Notocolossus                                                                                |
|  |                                                                                             |
|  | Patagotitan                                                                                 |
|  |                                                                                             |
|  | Puertasaurus                                                                                |
|  |                                                                                             |

|  | Notocolossus |
|  |              |
|  | Patagotitan  |
|  |              |
|  | Puertasaurus |
|  |              |

|  | Argentinosaurus                                                                             |
|  |                                                                                             |
|  | \| \| Notocolossus \| \| \| \| \| \| Patagotitan \| \| \| \| \| \| Puertasaurus \| \| \| \| |
|  |                                                                                             |
|  | Notocolossus                                                                                |
|  |                                                                                             |
|  | Patagotitan                                                                                 |
|  |                                                                                             |
|  | Puertasaurus                                                                                |
|  |                                                                                             |

|  | Notocolossus |
|  |              |
|  | Patagotitan  |
|  |              |
|  | Puertasaurus |
|  |              |

|  | Argentinosaurus                                                                             |
|  |                                                                                             |
|  | \| \| Notocolossus \| \| \| \| \| \| Patagotitan \| \| \| \| \| \| Puertasaurus \| \| \| \| |
|  |                                                                                             |
|  | Notocolossus                                                                                |
|  |                                                                                             |
|  | Patagotitan                                                                                 |
|  |                                                                                             |
|  | Puertasaurus                                                                                |
|  |                                                                                             |

|  | Notocolossus |
|  |              |
|  | Patagotitan  |
|  |              |
|  | Puertasaurus |
|  |              |

## Paléoécologie

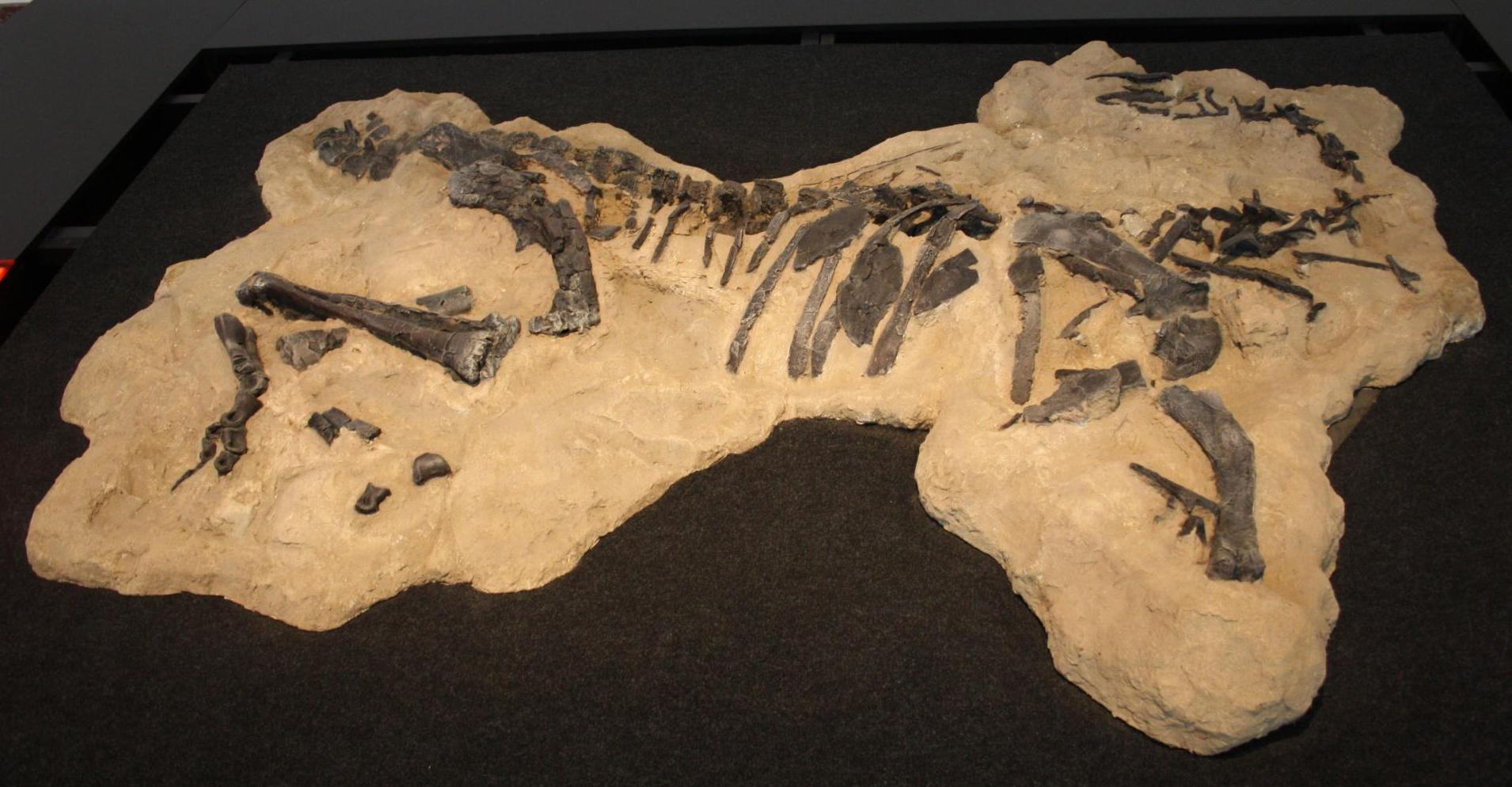
Squelette de Talenkauen, un dinosaure provenant de la même formation que celui de Puertasaurus.

Puertasaurus a vécu durant le Crétacé supérieur dans l'actuelle Patagonie méridionale. Cependant, la formation dont il est issu et son âge géologique ont été contestés en raison de sa nomenclature stratigraphique incohérente. La zone a été initialement signalée comme étant de la formation de Pari Aike et datant de l'étage Maastrichtien. La formation de Pari Aike a ensuite été réaffectée à la formation de Mata Amarilla (en) et réinterprétée comme datant d'une période allant du Cénomanien au Santonien. Des études plus récentes indiquent que ces gisements appartiennent à la formation de Cerro Fortaleza, datée du Campanien ou du Maastrichtien, entre 76 à 70 millions d'années. Les roches de la formation sont principalement constituées de lits de grès, ainsi que de couches de mudstone et d'horizons (en) lignitiques.
La formation de Cerro Fortaleza représente un écosystème principalement terrestre. La présence de paléosols (en) et de lignite suggère un environnement humide avec de fortes précipitations et un niveau piézométrique élevée. Les surfaces d'avulsion, les histosols (en), les racines fossiles carbonisées et le bois pétrifié témoignent tous d'un paysage forestier de basse altitude avec un mauvais drainage. D'autres dinosaures de la même localité comprennent l'ornithopode Talenkauen, les théropodes Orkoraptor et Austrocheirus, et le sauropode Dreadnoughtus,,. La faune non dinosaurien connue de la formation comprend des crocodiliens, des tortues, des poissons osseux et des requins lamniformes,,.